# Carl Richard Unger
Carl Richard Unger, född den 2 juli 1817 i Kristiania (nuvarande Oslo), död där den 30 november 1897, var en norsk språkforskare. 
Unger blev student 1835 och universitetsstipendiat i nordisk filologi 1841. År 1851 utnämndes han till lektor och 1862 till professor i germansk och romansk filologi vid Kristiania universitet. Unger var synnerligen verksam som utgivare av nordiska fornskrifter. Sedan han 1847 tillsammans med P.A. Munch utgivit en grammatik över norrönaspråket, med tillhörande läsebok, utgav han samma år Den ældre Edda och började, likaledes 1847, i förening med Christian C.A. Lange publicera Diplomatarium norvegicum. 
Även Fagrskinna utgav han 1847. Därpå följde 1848 Alexanders saga och Konge-speilet, 1849 den mindre Olaf den helliges saga, 1850 Strengleikar, 1851 Barlaams og Josaphats saga, 1853 Didrikssagan och den större Olaf den helliges saga, samma år Stjórn (medeltida översättning av delar av Gamla Testamentet, avslutad 1862), 1860-1868 Flateyjar-bók (I-III), 1860 Karlamagnus' saga, 1867 Morkinskinna samt 1868-69 Codex Frisianus. 
År 1868 avslutade Unger sin handupplaga av Heimskringla, vilken 1873 följdes av en liknande upplaga av senare Konungasögur. Vidare utgav han Gammelnorsk homiliebog (1864), Thomas saga (1869), Mariu saga (1871), Postola sögur (1874) och Heilagra manna sögur (1877). Unger var ledamot av Det Nordiske Oldskriftselskab i Köpenhamn (1845), av vetenskapssällskapen i Trondhjem (1853) och Kristiania (1857) och av Vetenskapssocieteten i Uppsala (1865). Han blev hedersdoktor i Lund 1868.